# John Slaney
John Slaney (* 7. Februar 1972 in St. John’s, Neufundland) ist ein ehemaliger kanadischer Eishockeyspieler und derzeitiger -trainer. Seit Juli 2017 ist er als Assistenztrainer der Tucson Roadrunners in der American Hockey League tätig. Für seine Verdienste in der American Hockey League wurde der Kanadier 2014 mit der Aufnahme in die AHL Hall of Fame geehrt.

## Karriere

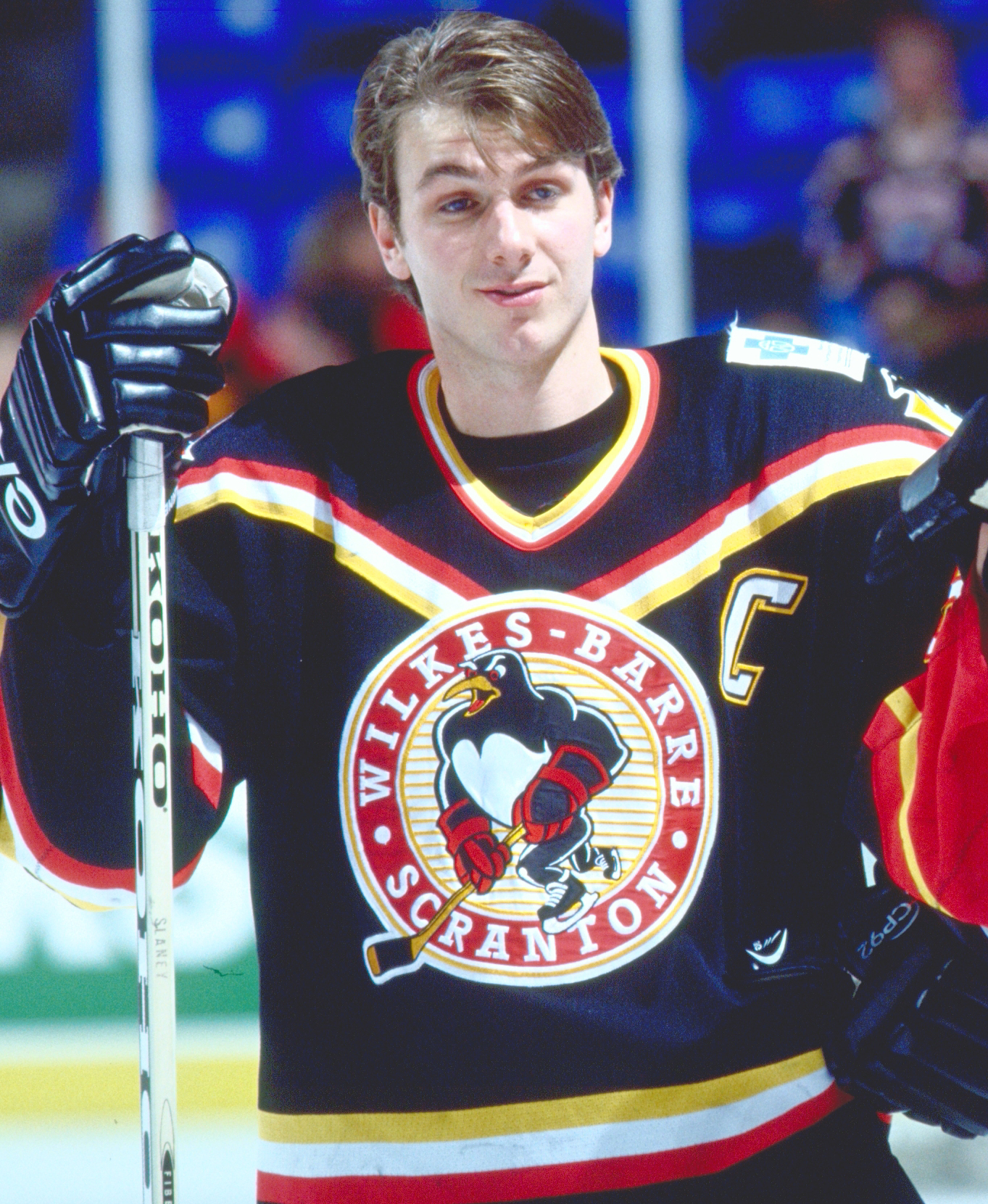
Slaney (2001)

Slaney spielte während seiner Juniorenzeit gemeinsam mit Mathieu Schneider und Owen Nolan bei den Cornwall Royals in der Ontario Hockey League. Aufgrund seiner hervorragenden Leistungen wählten ihn die Washington Capitals in der ersten Runde des NHL Entry Draft 1990 als Neunten aus.
Der Verteidiger blieb noch zwei weitere Jahre in Cornwall. Im Endspiel der U20-Weltmeisterschaft 1991 erzielte Slaney das Führungstor im dritten Drittel des Spiels zwischen Kanada gegen die Sowjetunion, wodurch Kanada das Spiel und das Turnier gewann und den Abwehrspieler zu einem der prominentesten Sportler Neufundlands machte.
Nachdem der Kanadier bei den Baltimore Skipjacks in der American Hockey League erste Erfahrungen im Seniorenbereich gesammelt hatte, holten ihn die Capitals zur Saison 1993/94 in die NHL. In seinen ersten beiden Spielzeiten pendelte der Linksschütze zwischen Washington und den Portland Pirates in der AHL.
In die Saison 1995/96 startete Slaney mit der Colorado Avalanche, wechselte aber bald zu den Los Angeles Kings. Auch in dieser Zeit fand sich der Verteidiger jedoch oft in Farmteams wieder und unterzeichnete schließlich im Sommer 1997 einen Vertrag bei den Phoenix Coyotes. Da diese ihn nach der Saison nicht schützten, ergriffen die neu gegründeten Nashville Predators beim NHL Expansion Draft 1998 die Chance und holten den Kanadier in ihren Kader. Nach einem Jahr mit den neuen Team schloss sich Slaney den Pittsburgh Penguins an, wo er jedoch wie bei seinen bisherigen Stationen zwischen NHL und Farmteam pendeln musste. Im Tausch gegen Kevin Stevens wechselte der Abwehrspieler 2001 zu den Philadelphia Flyers, bei denen er es in sieben Jahren nur auf fünf Einsätze in der NHL brachte und zumeist bei den Philadelphia Phantoms spielte, mit denen er 2005 den Calder Cup gewann.
Am 30. Dezember 2005 wurde Slaney mit 454 Scorerpunkten der zu diesem Zeitpunkt erfolgreichste Verteidiger der AHL-Geschichte. Zur Saison 2007/08 wechselte der Kanadier zu den Kölner Haien in Deutsche Eishockey Liga und unterschrieb zur folgenden Spielzeit einen Vertrag beim Ligakonkurrenten Frankfurt Lions.
Im Januar 2011 brach Bryan Helmer den vier Jahre alten Rekord für die meisten Scorerpunkte eines Abwehrspielers, den zuvor John Slaney gehalten hatte. In seinem 986. Spiel der regulären Saison in der American Hockey League erreichte Helmer seinen 520. Scorerpunkt und übertraf somit Slaney, der es in der AHL auf 519 Punkte in 631 Spielen der Regular Season gebracht hatte.
Nach Auflösung der Frankfurt Lions im Sommer 2010 wechselte Slaney zum HC Plzeň 1929 in die tschechische Extraliga, ehe er im Sommer 2011 seine Karriere beendete.
Direkt im Anschluss übernahm er die Position des Assistenztrainers bei den Portland Pirates in der American Hockey League, die er in der Folge vier Jahre lang innehatte. Im Juli 2015 wechselte er dann in gleicher Funktion zum NHL-Kooperationspartner der Pirates, den Arizona Coyotes. Bei den Coyotes war er zwei Saisons unter Dave Tippett, bevor er zur Saison 2017/18 zu den Tucson Roadrunners in die AHL zurückbeordert wurde.

## Erfolge und Auszeichnungen
| - 1990 Max Kaminsky Trophy - 1990 CHL Defenceman of the Year - 1990 OHL First All-Star Team - 1991 OHL Second All-Star Team - 2001 Teilnahme am AHL All-Star Classic - 2001 AHL All-Star Classic MVP - 2001 Eddie Shore Award - 2001 AHL First All-Star Team | - 2002 Teilnahme am AHL All-Star Classic - 2002 Eddie Shore Award - 2002 AHL First All-Star Team - 2003 Teilnahme am AHL All-Star Classic - 2004 AHL Second All-Star Team - 2005 Calder-Cup-Gewinn mit den Philadelphia Phantoms - 2006 Teilnahme am AHL All-Star Classic - 2014 Aufnahme in die AHL Hall of Fame |

### International
- 1991 Goldmedaille bei der Junioren-Weltmeisterschaft

## Karrierestatistik
(Legende zur Spielerstatistik: Sp oder GP = absolvierte Spiele; T oder G = erzielte Tore; V oder A = erzielte Assists; Pkt oder Pts = erzielte Scorerpunkte; SM oder PIM = erhaltene Strafminuten; +/− = Plus/Minus-Bilanz; PP = erzielte Überzahltore; SH = erzielte Unterzahltore; GW = erzielte Siegtore; 1 Play-downs/Relegation; Kursiv: Statistik nicht vollständig)